# Ökoszocializmus
Az ökoszocializmus olyan szocializmus, amely az igazságosságon és az egyenlőségen felül az ökológiai követelményeknek is igyekszik eleget tenni. Szerinte a létalapjainkat fenyegető ökoválság és a szegénység közvetlen oka a kapitalizmus, ezért ettől meg kell válnunk. A kapitalizmus korszerűsítése csak elodázza a problémát, illetve a visszafordíthatatlanba tolja ki. A bányákat a legjobb kapitalizmus sem képes föltölteni. A balsorsú szocializmuson okulva az ökoszocializmust – kellő fölvilágosítás után – a nagyipar zsugorításával párhuzamosan, szabad akaratból, demokratikus úton kell bevezetni (1,3). 

## Bővebben
Az ökoszocializmus – az uralombírálat, a szubszisztencia, az indusztrializmusbírálat stb.- mellett az ún. rendszerváltó társadalomkoncepciók egyike. Radikalizmusa miatt csak egy kisebbség képviseli. A többség az ezekkel szemben álló, rendszerkorszerűsítő kezdeményezéseket támogatja: Green New Deal, ökológiai korszerűsítés, evolúciós szociálökonómia stb. Ezek szerint az ökoszocializmus radikalizmusa miatt nem életszerű, többséget nem kaphat, sőt, épp ennek bevezetése vihet a katasztrófába (5).
A többség azért veti el, mert nincs tudatában, mi forog kockán vagy nem érdekli. A legtöbben – 70 év béke és jólét után – nem tudják elképzelni, milyen az ínség és a nyomor és azt sem hiszik el, hogy ez őket is elérheti. Ennek ellenére, ha tetszik, ha nem, az ökoszocializmus ma már világmozgalom.
Az Initiative Ökosozialismus javaslatai (2): 
- A fegyveripar és -export leállítása Németországban.
- Rövidtávú repülőutak megszüntetése, kerozin-adó, áfa minden jegyre.
- Légi és általános infrastruktúra további kiépítésének leállítása.
- 2030-tól több személygépkocsi ne kapjon engedélyt, üzemanyag fogyasztási határ.
- Az atomstop-törvény után szénstop.
- Magas energiaigényű gyártásfolyamatok visszavétele.
- Paraszti földművelés agráripar helyett.

## Történet
Angliában a XIX. században William Morris, a Weimari Köztársaságban Paul Robien próbálta a szocializmust a természetvédelemmel összekötni. Az 1980-as években a német Zöld Pártban találunk ökoszocialistákat (Rainer Trampert, Thomas Ebermann). Ők azonban a fundamentalista-realista (fundi-reáló) összetűzés után kiváltak (6). A Joschka Fischer-féle reáló-szárny győzött, a német ökoszocialistákat a mai napig egy kisebbség képviseli (Initiative Ökosozialismus, Saral Sarkar/Bruno Kern; SALZ) (3). Világszerte viszont az ökoszocialista eszmék szárba szöktek, amit az ökoszocialista internacionálék is mutatnak (1): 
Párizs 2007 (13 ország),
Belém 2009 (110 delegált),
Koppenhága 2009 (33 résztvevő)
Santa Barbara 2015 (30 előadó).
Kiáltványaikat főleg Michael Löwy (F) és Joel Kovel (US) fogalmazza.